# Хэрмон, Энджи
Э́нджела Мише́ль «Э́нджи» Хэ́рмон (англ. Angela Michelle «Angie» Harmon; 10 августа 1972, Хайленд-Парке, Даллас, Техас, США) — американская актриса, телевизионный режиссёр и фотомодель. Как актриса, Хэрмон стала известна после ролей в телесериалах «Спасатели Малибу» (1995—1997), «Закон и порядок» (1998—2001). Наибольшей известности она добилась благодаря роли детектива Джейн Риццоли в сериале «Риццоли и Айлс» (2010—2016).

## Биография
Энджи Хэрмон родилась в Хайленд-Парке, Даллас, Техас, и в 1988 году начала карьеру ребёнка-модели, после чего в начале девяностых перебралась в Лос-Анджелес. В 1990 году обучалась актёрской профессии вместе с Стефани Марч. В качестве модели работала на Calvin Klein, Giorgio Armani и Donna Karan и появилась на обложках Elle, Cosmopolitan и Esquire.
В 1995 году Хэрмон, как и многие другие модели, начала актёрскую карьеру в телесериале «Спасатели Малибу». Это привело её к главной роли в его спин-оффе «Ночи Малибу», который длился два сезона, и основной роли в криминальном сериале «C-16: ФБР» (1997-98). Основной известности она добилась благодаря роли помощника окружного прокурора Эбби Кармайкл в сериале «Закон и порядок», где снималась с 1998 по 2001 год. Также она появилась в нескольких эпизодах его спин-оффа «Закон и порядок: Специальный корпус» в течение первого сезона.
После ухода из «Закона и порядка» Хэрмон решила сосредоточиться на карьере в кино, так как из-за обязательств перед сериалом ей пришлось отказаться от главных ролей в фильмах «Ангелы Чарли» и «Дети шпионов». Она сыграла главную роль в романтической комедии «Спросите Синди», а после снялась в фильмах «Агент Коди Бэнкс», «Сделка», «Аферисты: Дик и Джейн развлекаются» и «Конец игры». В 2005 году она вернулась на телевидение с главной ролью в прайм-тайм мыльной опере «Непостижимый», которая была снята с эфира после двух эпизодов. Кроме того, она сыграла главную роль в сериале «Женский клуб расследований убийств», также закрытом после одного сезона.
В 2010 году Хэрмон начала играть одну из главных ролей в телесериале TNT «Риццоли и Айлс» совместно с Сашей Александр. Сериал сразу добился успеха в рейтингах и в итоге стал основным достижением в карьере актрисы. Шоу завершилось после семи сезонов в 2016 году.
В 2001—2016 годы Хэрмон была замужем за бывшим профессиональным футболистом Джейсоном Сихорном. У бывших супругов есть три дочери: Финли Фейт Сихорн (род. 14.10.2003), Эйвери Грейс Сихорн (род. 22.06.2005) и Эмери Хоуп Сихорн (род. 18.12.2008).
Хэрмон является членом республиканской партии .

## Фильмография

### Фильмы
| Год  | Название на русском                  | Название на английском               | Роль                    | Примечания                   |
| ---- | ------------------------------------ | ------------------------------------ | ----------------------- | ---------------------------- |
| 1997 | Луговые собачки                      | Lawn Dogs                            | Пэм Грегори             |                              |
| 2000 | Бэтмен будущего: Возвращение Джокера | Batman Beyond: Return of the Joker   | Комиссар Барбара Гордон | Озвучивание, Direct-to-video |
| 2001 | Спросите Синди                       | Good Advice                          | Пейдж Хенсен            |                              |
| 2002 | Вуайерист: История Сьюзан Уилсон     | Video Voyeur: The Susan Wilson Story | Сьюзан Уилсон           | Телефильм                    |
| 2003 | Агент Коди Бэнкс                     | Agent Cody Banks                     | Роника Майлз            |                              |
| 2005 | Сделка                               | The Deal                             | Анна                    |                              |
| 2005 | Аферисты: Дик и Джейн развлекаются   | Fun with Dick and Jane               | Вероника Климан         |                              |
| 2006 | Конец игры                           | End Game                             | Кейт Кроуфорд           |                              |
| 2006 | Водопад Ангела                       | Seraphim Falls                       | Роуз                    |                              |
| 2006 | Стеклянный дом 2: Смертельная опека  | Glass House: The Good Mother         | Ив Гуд                  | Direct-to-video              |
| 2008 | Живое доказательство                 | Living Proof                         | Лилли Тартикофф         | Телефильм                    |
| 2022 | Похороненные в Барстоу               | Buried in Barstow                    | Хейзел Кинг             |                              |

### Телевидение
| Год       | Название на русском                 | Название на английском            | Роль                                       | Примечания |
| --------- | ----------------------------------- | --------------------------------- | ------------------------------------------ | --- |
| 1995      | Отступник                           | Renegade                          | Дебби Прентис                              | 1 эпизод |
| 1996      | Спасатели Малибу                    | Baywatch                          | Райан Макбрайд                             | 1 эпизод |
| 1995-1997 | Ночи Малибу                         | Baywatch Nights                   | Райан Макбрайд                             | Регулярная роль, 44 эпизода |
| 1997-1998 | C-16: ФБР                           | C-16: FBI                         | Аманда Рирдон                              | Регулярная роль, 12 эпизодов |
| 1999-2000 | Закон и порядок: Специальный корпус | Law & Order: Special Victims Unit | Помощник окружного прокурора Эбби Кармайкл | 6 эпизодов |
| 2000      | Бэтмен будущего                     | Batman Beyond                     | Комиссар Барбара Гордон                    | Озвучивание, 3 эпизода |
| 1998-2001 | Закон и порядок                     | Law & Order                       | Помощник окружного прокурора Эбби Кармайкл | Регулярная роль, 72 эпизода Номинация — Премия Гильдии киноактёров США за лучший актёрский состав в драматическом сериале (1999—2002) |
| 2005      | Непостижимый                        | Inconceivable                     | Доктор Нора Кэмпбелл                       | Регулярная роль, 10 эпизодов |
| 2006      | Секреты маленького городка          | Secrets of a Small Town           | Бетани Стил                                | Пилот |
| 2007-2008 | Женский клуб расследований убийств  | Women’s Murder Club               | инспектор Линдси Боксер                    | Регулярная роль, 13 эпизодов |
| 2009      | Кто такая Саманта?                  | Samantha Who?                     | Джиджи                                     | 1 эпизод |
| 2010      | Чак                                 | Chuck                             | Сидни Принс                                | 1 эпизод |
| 2010—2016 | Риццоли и Айлс                      | Rizzoli & Isles                   | детектив Джейн Риццоли                     | Регулярная роль, 105 эпизодов Премия «Грейси» за лучшую женскую роль в драматическом сериале (2012)                                   |